# Tergnier
Tergnier település Franciaországban, Aisne megyében. Lakosainak száma 13 261 fő (2022. január 1.). Tergnier Amigny-Rouy, Beautor, Condren, Frières-Faillouël, Liez, Mennessis, Travecy és Viry-Noureuil községekkel határos.

## Népesség
A település népessége az elmúlt években az alábbi módon változott:
| Lakosok száma | 5949 | 12 032 | 11 698 | 14 600 | 13 938 | 13 734 | 13 456 | 13 588 | 13 504 | 13 261 |
|               | 1968 | 1982   | 1990   | 2006   | 2013   | 2015   | 2017   | 2019   | 2020   | 2022   |